# Johann Wadephul
Johann Walter David Rudolf Wadephul [ˈvaːdəˌfuːl], född 10 februari 1963 i Husum, är en tysk politiker (CDU). Han är Tysklands utrikesminister sedan 2025 och ledamot av Tysklands förbundsdag sedan 2009. Han var dessförinnan ledamot av Schleswig-Holsteins lantdag 2000–2009.

## Biografi
Wadephul har varit aktiv kristdemokrat sedan 1982, var kontraktsanställd i Tysklands försvarsmakt från 1982 till 1986, och sedan dess reservofficer med överstelöjtnants grad. Han disputerade som juris doktor 1996 och har drivit en egen advokatbyrå inriktad mot arbetsrätt.
Johann Wadephul är gift, har tre barn, och är bosatt i Molfsee en halvmil söder om Kiel.